# 250 Betina
248 Lameja (mednarodno ime 250 Bettina) je asteroid v glavnem asteroidnem pasu. 

## Odkritje
Asteroid je odkril avstrijski astronom Johann Palisa 3. septembra 1885 na Dunaju . Poimenovan je po baronici Bettini von Rothschild, ženi znanega dunajskega bankirja Alberta Salomona von Rothschilda, ki je kupil pravico imenovanja asteroida za 50£.

## Lastnosti
Asteroid Betina obkroži Sonce v 5,59 letih. Njegova tirnica ima izsrednost 0,125 nagnjena pa je za 12,844° proti ekliptiki. Njegov premer je 79,75 km, okoli svoje osi se zavrti v 5,054 h .